# Prêmio Nigéria de Literatura

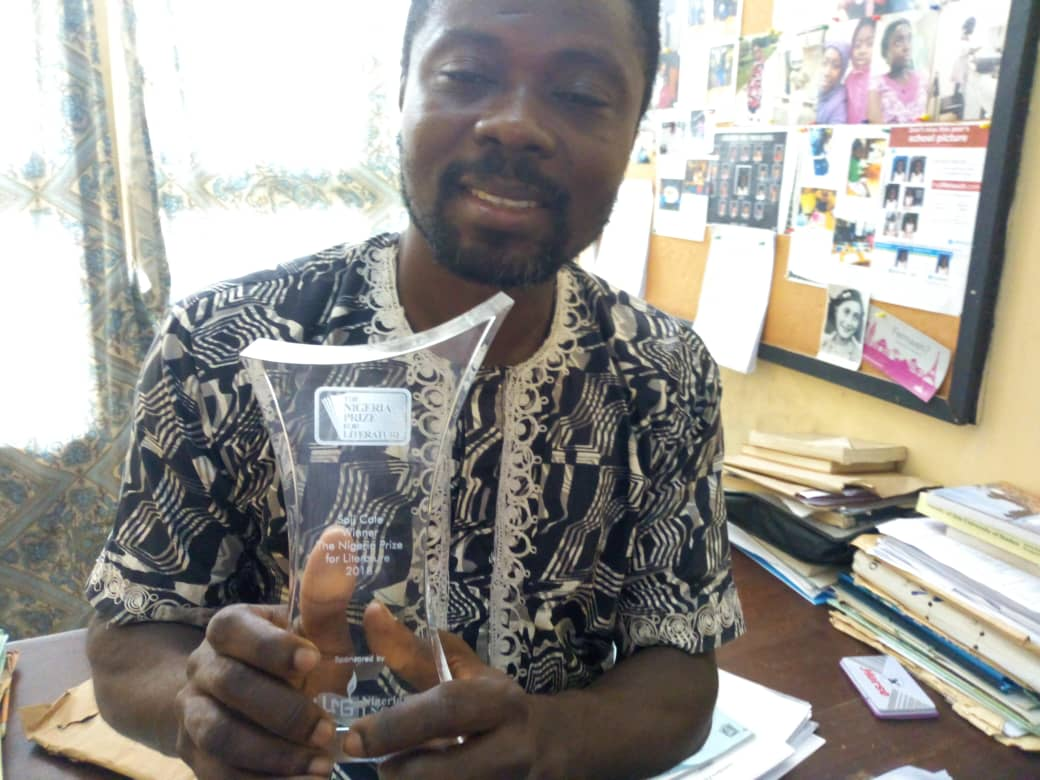
Andy Soji in 2018

O Prêmio Nigéria de Literatura é um prêmio literário da Nigéria, concedido anualmente desde 2004 para honrar a erudição literária por autores nigerianos. O prêmio gira entre quatro gêneros; ficção, poesia, drama e literatura infantil, repetindo o ciclo a cada quatro anos. Com o valor total do prêmio de US $ 100.000 para o vencedor individual, é o maior prêmio literário da África e um dos mais ricos prêmios literários do mundo.

## História
O Prêmio foi estabelecido em 2004 e patrocinado pela empresa Nigéria Gás Natural Liquefeito. No entanto, o processo e o julgamento são administrados pela Academia de Ciências da Nigéria, com um conselho consultivo formado por membros da Academia de Letras da Nigéria e da Associação de Autores Nigerianos.
O prêmio foi inicialmente de US $ 20.000. Isso foi aumentado para US $ 30.000 em 2006 e novamente para US $ 50.000 em 2008. Em 2011, o prêmio foi aumentado para US $ 100.000.

## Anos sem vencedor
Desde o início, o prêmio é normalmente concedido em outubro. Por três anos não consecutivos, o painel dos juízes não pôde chegar a uma conclusão sobre o vencedor, o que resultou no prêmio não concedido em 2004, 2009 [3] e 2015.
"Infelizmente, as entradas deste ano ficam aquém desta expectativa, pois em cada livro foi encontrada incompetência no uso da linguagem. Muitos deles mostraram muito pouca ou nenhuma evidência de boa edição,... Portanto, não haverá vencedor este ano ".
Professor emérito Ayo Banjo, Presidente do Conselho Consultivo do Prêmio, anunciando que não haverá vencedor para 2015

## Vencedores
| Ano                         | Vencedor               | Livro                                           | Gênero              | Nota             |
| --------------------------- | ---------------------- | ----------------------------------------------- | ------------------- | ---------------- |
| 2018                        | Soji Cole              | Embers                                          | Drama               |                  |
| 2017                        | Ikeogu Oke             | The Heresiad                                    | Poesia              |                  |
| 2016                        | Abubakar Adam Ibrahim  | Seasonof Crimson Blossoms                       | Prosa               |                  |
| 2015                        |                        |                                                 | Literatura infantil | sem vencedor [a] |
| 2014                        | Sam Ukala              | Iredi War                                       | Drama               |                  |
| 2013                        | Tade Ipadeola          | The Sahara Testaments                           | Poesia              |                  |
| 2012                        | Chika Unigwe           | On Black Sisters' Street                        | Prosa               |                  |
| 2011                        | Adeleke Adeyemi        | The Missing Clock                               | Literatura infantil |                  |
| 2010                        | Esiaba Irobi           | Cemetery Road                                   | Drama               | Póstumo [b]      |
| 2009                        |                        |                                                 | Poesia              | sem vencedor     |
| 2008                        | Kaine Agary            | Yellow Yellow                                   | Prosa               |                  |
| 2007 (Prêmio compartilhado) | Mabel Segun            | Readers' Theatre: Twelve Plays for Young People | Literatura infantil |                  |
| 2007 (Prêmio compartilhado) | Akachi Adimora-Ezeigbo | My Cousin Sammy                                 | Literatura infantil |                  |
| 2006                        | Ahmed Yerima           | Hard Ground                                     | Drama               |                  |
| 2005 (Prêmio compartilhado) | Gabriel Okara          | The Dreamer: His Vision                         | Poesia              |                  |
| 2005 (Prêmio compartilhado) | Ezenwa Ohaeto          | Chants of Minstrel                              | Poesia              |                  |
| 2004                        |                        |                                                 | Prosa               | sem vencedor     |